# Beena Cholokashvili
Beena Irubakidze-Cholokashvili (en georgiano: ბეენა ჩოლოყაშვილი), fue un clérigo georgiano de principios del siglo XVI.
Fue el antiguo chambelán del rey Jorge I de Kajetia y luego sirvió como Padre de la Cruz en Jerusalén.
Antes de tomar los hábitos, desempeñó funciones en la corte del rey de Kajetia. Posteriormente, fue enviado a Jerusalén como Padre de la Cruz. Llegó allí en 1511 o 1512 y emprendió la lucha para recuperar y restaurar reliquias georgianas que habían sido apropiadas por extranjeros. Según anotaciones en manuscritos del Monasterio de la Cruz, Cholokashvili tuvo disputas con los armenios sobre la propiedad de la Catedral de Santiago. Durante la década de 1510, logró expulsar a los franciscanos del Santo Sepulcro.